# Kriukowka (obwód tambowski)
Kriukowka (ros. Крюковка) – wieś (sieło) w Rosji, w obwodzie tambowskim, w rejonie miczurińskim. W 2010 liczyła 520 mieszkańców.